# Farahalana
Farahalana est une commune rurale malgache, située dans la partie centre-est de la région de Sava.

## Économie
La commune de Farahalana possède de la vanille, café, cacao, girofle, etc.